# Oscar Loya
Joseph Oscar Loya (Indio, 12 giugno 1979) è un cantante statunitense, rappresentante della Germania all'Eurovision Song Contest 2009 con il brano Miss Kiss Kiss Bang, in collaborazione con Alex Christensen.

## Biografia
Nato in California, Oscar Loya ha iniziato a lavorare nel mondo dello spettacolo facendo parte dei cast di varie rappresentazioni teatrali in giro per il mondo, fino a stanziarsi a Monaco di Baviera. L'emittente radiotelevisiva tedesca NDR l'ha selezionato internamente per rappresentare il paese all'Eurovision Song Contest 2009 cantando Miss Kiss Kiss Bang, una collaborazione con il DJ e produttore Alex Christensen; il nome d'arte del duo per l'occasione è stato Alex Swings Oscar Sings!. Alla finale del contest, che si è tenuta il 16 maggio 2009 a Mosca, si sono piazzati al 20º posto su 25 partecipanti con 35 punti totalizzati.

## Discografia

### Album in studio
- 2011 – Beast

### Singoli
- 2009 – Miss Kiss Kiss Bang (con Alex Christensen)
- 2011 – Learn Something New
- 2019 – Thank You for That
- 2019 – Change Your Time